# Avenue Angélica
 (novembre 2024).
L'Avenue Angélica est une route du centre de la ville de São Paulo.

## Situation et accès
Elle est située dans les quartiers de Santa Cecília et Higienópolis, et dans les districts de Santa Cecília et Consolação.

### Transport
La Compagnie du Métropolitain de São Paulo (Metrô) a confirmé le changement de local qui abritera l'une des stations du quartier Higienópolis, sur la ligne 6-Orange, qui relie la zone nord au centre de la capitale de São Paulo. Selon le Métro, la décision de changer l'adresse est venue du secrétaire des Transports métropolitains, Jurandir Fernandes, après avoir analysé les projets de la ligne.
Dans une note, Metrô-SP prend position sur le projet de la future ligne 6-Orange - STM - 12 mai 2011. La Compagnie du Métropolitain de São Paulo (Metrô) a défini l'emplacement exact où elle compte construire la controversée station de la Ligne 6-Orange, à Higienópolis. L'arrêt s'appelle FAAP-Pacaembu et se situera sur la rua Sergipe, entre la rua Ceará et la rua Bahia. Elle y aura également deux autres sorties : une sur la rua Bahia, en direction de Pacaembu, et une autre vers la Fundação Armando Álvares Penteado (Faap). La ligne sera connue sous le nom de "Ligne des universités", car elle provient de l'Université pontificale catholique de São Paulo, dessert la Fundação Armando Alvares Penteado et l'Université presbytérienne Mackenzie, avec connexion à la ligne 4-Jaune. En mai, le métro a annoncé le changement et une controverse a été créée, car on pensait que le changement aurait pour but de plaire aux résidents. La compagnie affirme que la décision était technique.

## Origine du nom

Château de Charlottenburg, source d'inspiration pour la résidence de Dona Maria Angélica

Elle rend hommage à Dona Maria Angélica de Sousa Queirós Aguiar de Barros, avec son manoir (inspiré du château de Charlottenburg, Allemagne) situé à l'angle de l'alameda Barros, démoli plus tard.
L'avenue Angélica et l'alameda Barros ont été nommées en l'honneur de la distinguée dame, fille du Baron de Sousa Queirós, sénateur de l'Empire, riche agriculteur et propriétaire foncier à la ville de São Paulo, et d'Antônia Eufrosina Vergueiro. Elle était mariée à Francisco Aguiar de Barros. Elle a reçu le titre personnel de baronne.

## Historique
L'endroit où se trouve aujourd'hui l'avenue faisait partie de la Chácara das Palmeiras de plus de 25 acres, appartenant à l'origine à Francisco José Leite Pereira da Gama et plus tard à Frederico Borghoff. Elle a été vendue aux enchères par Francisco de Aguiar Barros.
Initialement occupée par des fermes, plus tard par de riches manoirs d'élite, puis démolies pour faire place à des bâtiments principalement résidentiels.
Dans le n° 626, d'un projet de Ramos de Azevedo, de 1910, qui appartenait à Dona Sebastiana de Sousa Queirós, un manoir construit dans l'ancien verger de la résidence de Dona Angélica de Barros, conserve encore les portes pour véhicules de traction animale. Il est devenu partie intégrante du gouvernement fédéral, occupé par l'Institut national du patrimoine artistique et historique (8e district de l'IPHAN).
Elle est traversée par des routes importantes, telles que l'avenue Higienópolis, les rues Maranhão, Piauí, praça Vilaboim, la rue Alagoas, entre autres.
Elle abrite des places telles que la praça Marechal Deodoro et le parc Buenos Aires, qui dispose d'un parc canin, spécialement conçu pour les chiens, comprenant une zone clôturée où ils peuvent courir librement. À son extrémité se trouve la praça Marechal Cordeiro de Farias, située au bout de l'avenue Paulista.